# Segítőkutya
A segítőkutya azon kiképzett kutyák gyűjtőneve, amelyek az embert valamely tevékenységében segítik. Ilyenek  különösen a vakvezető kutyák, a rohamjelző kutyák, a mozgássértült-segítő kutyák, személyi segítő kutyák és a terápiás kutyák.

## Vakvezető kutyák

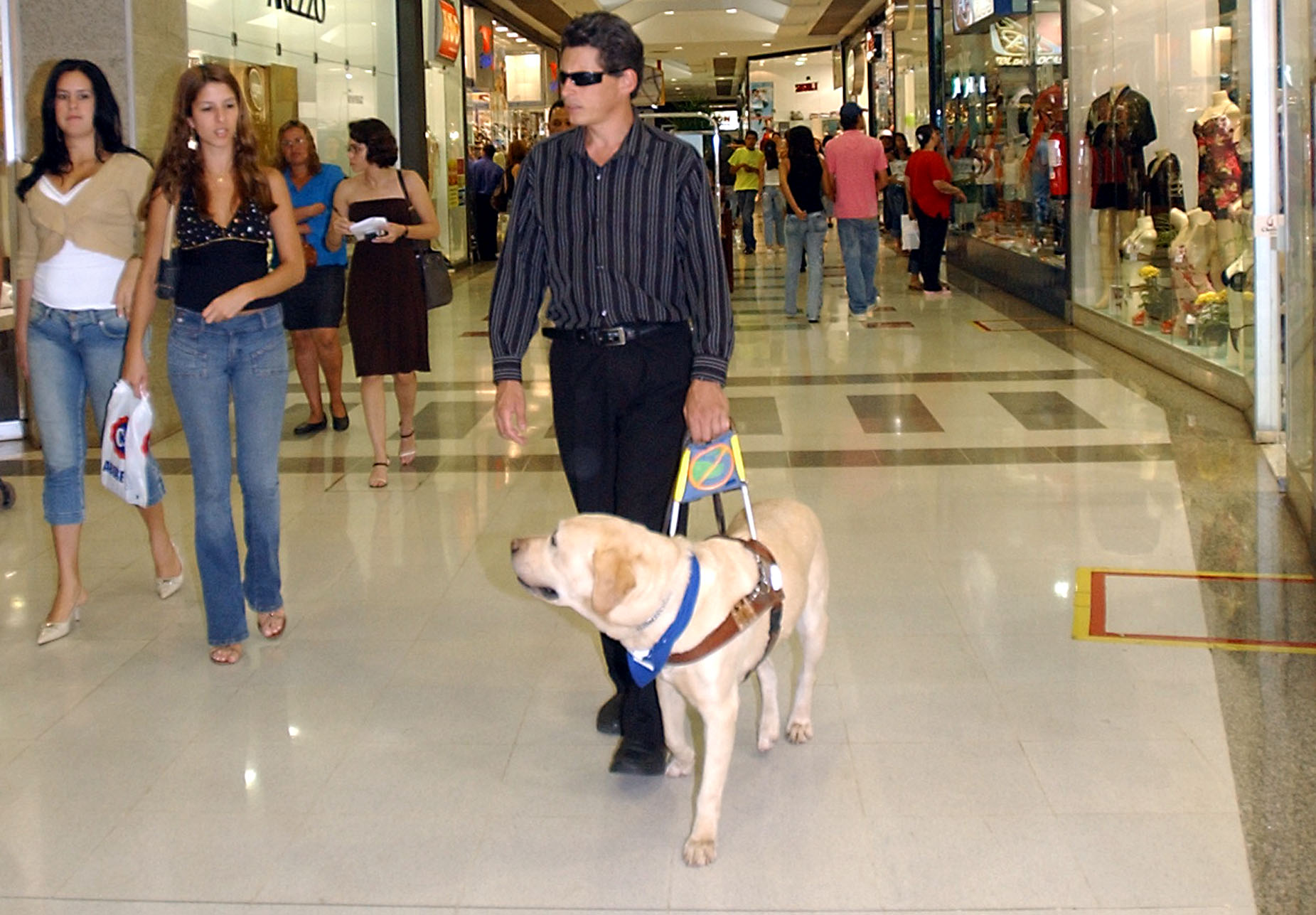
Vakvezető kutya a gazdájával

A vak embert a kutyájával sokszor már távolról észre lehet venni az ember fehér botjáról és a kutya jellegzetes hámjáról, amin vörös kereszt jelzi, hogy a kutya  segíti a gazdáját. A vakvezető kutyák, azon kívül, hogy ellátják egy házi kedvenc feladatait, segítik a gazdájukat a közlekedésben, segítenek kikerülni az útakadályokat gödröket, illetve az egyéb mindennapi életben felmerülő problémákat megoldani.
Már ókori ábrázolások is maradtak fenn vak koldusokról, akiknek kutya volt a segítője. A vakvezető kutyák szervezett képzése a XVIII. század során kezdődött. A vakvezető kutyák képzésének nagy lökést adtak az hogy az I. világháborúban megvakult veteránokat, igyekeztek ellátni vakvezető kutyákkal. Az 1940-es évektől kezdődő genetikai és viselkedéstudományi kutatások lehetővé tették, hogy a tanfolyamot elkezdő kutyák több, mint 90%-a sikeres vizsgát tegyen, az addig általános 5% körüli sikeres vizsgaarány helyett.
A vakvezető kutyák általában német juhászok, labrador retrieverek, óriás schnauzerek, újfundlandik, angol szetterek, airedale terrierek, mivel a megfelelő testméreten kívül kényes egyensúlyban kell lennie a kutya szófogadásának és önállóságának, bátornak, agressziómentesnek kell lenniük.
A megfelelő kutyák kiválasztása már az alomban elkezdődik, majd a kölykök nevelése, szocializációja gondosan kiválasztott családoknál történik, a képzésük pedig egy, esetleg kétéves korukig tart. A képzés befejezése után a kutya az új gazdájához kerül, akivel közösen vizsgát tesznek. Ezek után speciális törvényi szabályozás vonatkozik rá (például közlekedési eszközökön ingyen szállítható, sok helyre bemehetnek, ahova házi kedvencek nem, mentesülnek az ebadó alól stb.).
Magyarországon vakvezető kutyákat elsősorban a Vakvezető Kutyaképző Iskolában képzik, amely 1977 óta működik.

## Rohamjelző kutyák
A rohamjelző kutyák a hirtelen rosszulléttel járó betegségek – általában epilepszia vagy diabétesz – esetén a rosszullét előrejelzésével, illetve a roham alatt segítség hívásával tudnak segíteni a gazdájuknak. Amennyiben a kutyának sikerül a rosszullétet előre jelezni, a gazda beveheti a gyógyszerét, illetve biztonságba helyezheti magát. A kutyával rendelkezők magabiztosabbak, könnyebben teremtenek másokkal kapcsolatot, rohamaik gyakran ritkulnak, és azok erőssége csökken.
A rohamjelző kutyák gazdáinak is meg kell felelnie több feltételnek, például ha a rohamok ritkábban jelentkeznek, mint havonta egyszer, akkor nehéz a kutyában a megfelelő viselkedést kialakítani, a leendő gazda nem lehet allergiás a kutyaszőrre, illetve alkalmasnak kell lennie a kutyával való együttélésre.

## Mozgássérült-segítő kutyák
A mozgássérülteket segítő kutyák Magyarországon még kevésbé elterjedtek, mint Európa többi országában, vagy az Egyesült Államokban. A mozgássérült-segítő kutyák a gazda igényeinek megfelelően húzhatják a tolókocsit, felvehetnek tárgyakat a földről, különböző tárgyakat vihetnek a gazdájuknak, ajtót nyithatnak, villanyt kapcsolhatnak stb. Mindemellett nagyon fontos lelki támaszt nyújtanak gazdájuknak.
A kutyák képzése 1,5–2 évig tart, és legfontosabb része a szocializáció, hogy a kutya minden olyan helyzetben, amivel a gazdája mellett találkozhat, barátságosan tudjon viselkedni.

## Terápiás kutyák
A terápiás kutyák alkalmazásakor a kutyának az emberre gyakorolt pszichológiai hatásait használják ki. A tapasztalatok szerint a kutya jelenléte, simogatása csökkenti a vérnyomást, a stresszhormonok szintjét, a szorongás enyhül.
Fogyatékkal élő embereknél segít a fájdalmas, unalmas, nehéz feladatok elvégzésében. Az ilyen gyakorlatok nyugodtabb légkörben zajlanak, ha egy kutya is jelen van a foglalkozásokon. Azokat a terápiás kutyákat, amelyek egy személyt segítenek, személyi segítő kutyának nevezik.